# Liste in Jordanien vorhandener Dampflokomotiven
Dies ist eine Liste erhaltener Dampflokomotiven auf dem Gebiet von Jordanien.
Alle erhaltenen Dampflokomotiven stammen von der Hedjaz Jordan Railway, einem Nachfolgeunternehmen der Hedschasbahn (Damaskus – Amman – Medina), und weisen demgemäß deren Spurweite auf.

## Spurweite 1050 mm
| Foto | Nummer oder Name                  | Bauart / Achsfolge | Hersteller                      | Fabrik-nr. | Baujahr | Historie                                                            | Eigentümer / Betreiber / Strecke | Standort                                                | Bemerkungen                                      |
| ---- | --------------------------------- | ------------------ | ------------------------------- | ---------- | ------- | ------------------------------------------------------------------- | -------------------------------- | ------------------------------------------------------- | ------------------------------------------------ |
|      | Jordan Hedjaz Railway No. 21      | 2-8-2              | Robert Stephenson and Hawthorns | 7431       | 1951    |                                                                     |                                  | Amman                                                   | Denkmallokomotiveälteste Lokomotive in Jordanien |
|      | Jordan Hedjaz Railway No. 23      | 2-8-2              | Robert Stephenson and Hawthorns | 7433       | 1951    |                                                                     |                                  | Amman                                                   | betriebsfähig                                    |
|      | Jordan Hedjaz Railway No. 81      | 4-6-2              | Nippon Sharyo                   | 1609       | 1953    | gebaut für Royal Siam Railways (RSR), aber nach Jordanien geliefert |                                  | Amman                                                   | abgestellt                                       |
|      | Jordan Hedjaz Railway No. 82      | 4-6-2              | Nippon Sharyo                   | 1610       | 1953    | gebaut für Royal Siam Railways (RSR), aber nach Jordanien geliefert |                                  | Amman                                                   | betriebsfähig                                    |
|      | Jordan Hedjaz Railway No. 84      | 4-6-2              | Nippon Sharyo                   | 1612       | 1953    | gebaut für Royal Siam Railways (RSR), aber nach Jordanien geliefert |                                  | Amman University                                        | Denkmal                                          |
|      | Jordan Hedjaz Railway No. 85      | 4-6-2              | Nippon Sharyo                   | 1613       | 1953    | gebaut für Royal Siam Railways (RSR), aber nach Jordanien geliefert |                                  | Wadi Rum                                                | abgestellt                                       |
|      | Hedjaz Railway No. 61             | 2-6-2T / 1C1t      | Haine-St. Pierre                | 2147       | 1955    | Merte: Jordan State Railways, 61–63                                 |                                  | Amman, Bahnhof                                          | gut erhalten                                     |
|      | Jordan Hedjaz Railway No. 62      | 2-6-2T / 1C1t      | Haine-St. Pierre                | 2148       | 1955    | Merte: Jordan State Railways, 61–63                                 |                                  | Bahnhof Amman                                           | Denkmallokomotive                                |
|      | Jordan Hedjaz Railway No. 63      | 2-6-2T / 1C1t      | Haine-St. Pierre                | 2149       | 1955    | Merte: Jordan State Railways, 61–63                                 |                                  | Al Mafraq                                               | abgestellt                                       |
|      | Jordan Hedjaz Railway No. 71      | 2-6-2T / 1D1       | Haine-St. Pierre                | 2144       | 1955    | Merte: Jordan State Railways, 71–73                                 |                                  | Amman                                                   | betriebsfähig                                    |
|      | Jordan Hedjaz Railway No. 72      | 2-6-2T / 1D1       | Haine-St. Pierre                | 2145       | 1955    | Merte: Jordan State Railways, 71–73                                 |                                  | Amman                                                   | Denkmallokomotive                                |
|      | Jordan Hedjaz Railway No. 73      | 2-6-2T / 1D1       | Haine-St. Pierre                | 2146       | 1955    | Merte: Jordan State Railways, 71–73                                 |                                  | Kerak, Muetta University                                | Denkmallokomotive                                |
|      | Jordan Hedjaz Railway No. 51      | 2-8-2 / 1'D1'h     | Arnold Jung                     | 12081      | 1955    | Merte: Hedjas-Jordan Railway, Amman „51“ (11.1999, 04.2000 iE)      |                                  | Amman                                                   | betriebsfähig                                    |
|      | Jordan Hedjaz Railway No. 53 (52) | 2-8-2 / 1'D1'h     | Arnold Jung                     | 12083      | 1955    | Merte: Hedjas-Jordan Railway, Amman „53“ (11.1999 a vh)             |                                  | Amman Lt. Thomas Kautzor Lok 52, beschriftet als Lok 53 |                                                  |